# 柳川覚治
柳川 覚治（柳川 覺治、やながわ かくじ、1926年4月24日 - 2004年6月26日）は、日本の政治家、文部官僚。参議院議員（3期）。

## 来歴・人物
神奈川県秦野市出身。陸軍士官学校（60期）を中退し（同期に加藤六月）、秦野高校を経て、1950年、早稲田大学政治経済学部卒業。文部省入省。同省の体育局長や管理局長を経て退官、1983年の第13回参議院議員通常選挙比例区で自由民主党から立候補し初当選し当時の自民党総裁及び内閣総理大臣中曽根康弘が創設した政策科学研究所に属した。以後3期務める。1986年、第3次中曽根内閣沖縄開発政務次官。1995年の第17回参議院議員通常選挙落選。2001年、小山孝雄がKSD事件で受託収賄容疑で逮捕され、参議院議員を辞職したため、繰り上げ当選、任期満了まで5か月ほど議員を務めた。2002年春の叙勲で勲二等瑞宝章。2004年6月26日、急性心不全のため東京都調布市の病院で死去、78歳。死没日をもって正四位に叙される。

### 文部科学省施設整備汚職事件
逮捕された五洋建設子会社顧問は柳川（事件発覚当時死去）の私設秘書を務めていた。柳川は旧文部省管理局長であり、国会議員としては、工事を受注する業者団体である文教施設協会会長として大きな影響力を持っていた。また、逮捕された元文教施設企画部長は柳川のかつての部下であり、五洋建設子会社顧問は柳川の私設秘書という立場で元文教施設企画部長と親しかった。

## 役職
- 参議院文教科学委員長
- 第2代日本プロスポーツ協会会長
- 帝京科学大学理事

## 親族
- 甥 - 藤巻健史（元参議院議員、元モルガン銀行東京支店長）
- 婿 - 大須賀浩裕（調布市議会議員、元秘書）